# 給役
給役（きゅうやく）とは、知行役（ちぎょうやく）・所領役（しょりょうやく）・恩役（おんやく）などとも呼ばれ、与えられた給分・給地・知行・所領に応じて負担すべき課役のことを指す。
給主と給人の間では、給人は給主から与えられた給分に対してそれに見合うだけの相応の給役をすべきという考え方が確立されていた。特に戦国時代の分国法にはそうした考え方が強く打ち出されている。戦国大名は年貢・公事などの負担基準を貫高によって表し（貫高制）、貫高に基づいて家臣に給分・給地を与えた。これによって大名と家臣の間に給主と給人の関係が形成されることになった。
給役の主たるものは軍役であるが、それ以外にも城普請など平時における諸事案に対する米銭の提供やあるいは人夫の派遣など他の形態による負担もあった。